# 上薩德爾里弗 (新澤西州)
上薩德爾里弗（英語：Upper Saddle River）是位於美國新澤西州伯根縣的自治市鎮。

## 人口
根據2020年美國人口普查的數據，上薩德爾里弗的面積為13.66平方千米，當中陸地面積為13.60平方千米，而水域面積為0.05平方千米。當地共有人口8353人，而人口密度為每平方千米611人。